# Larissa Loujina
Larissa Anatolievna Loujina (en russe : Лари́са Анато́льевна Лу́жина), née le 4 mars 1939 à Léningrad, est une actrice soviétique.

## Biographie
Larissa Loujina naît à Léningrad. Lors de la Seconde Guerre mondiale, la ville est encerclée par les allemands. La sœur ainée de Larissa, alors âgée de six ans, meurt de faim pendant le siège. Sa grand-mère est tuée par un éclat d'obus. Larissa et sa mère survivent et sont évacuées par la Route de la vie vers Leninsk-Kouznetski dans l'oblast de Kemerovo. Après la guerre, elles s'installent à Tallinn où Larissa fréquente le studio d'art dramatique dirigé par l'acteur du Théâtre russe Ivan Rossomakhine. 
Après ses études secondaires, Larissa Loujina retourne à Léningrad passer le concours d'entrée de l'Académie des arts du théâtre de Saint-Pétersbourg, mais elle échoue. Un concours de circonstances lui offre un petit rôle dans le film Kutsumata külalised réalisé par Igor Eltsovaux studios Tallinnfilm en 1959. L'année suivante, elle réussit le concours d'entrée de l'Institut national de la cinématographie. À ce moment, Herbert Rappaport lui offre l'un des premiers rôles dans son film Vihmas ja päikeses, qui raconte la construction d'une centrale thermique en Estonie.
Elle accède à la célébrité nationale en 1967, après la sortie du film de Stanislav Govoroukhine Verticale, l'histoire d'alpinistes qui partent à l'assaut d’un sommet inexploré du Caucase. Elle y joue face à Vladimir Vyssotski qui dans ce film se révèle non seulement comme acteur, mais comme auteur-compositeur-interprète.

## Filmographie partielle
- 1961 : L'Homme suit le soleil (Человек идёт за солнцем) de Mikhaïl Kalik : Lenutsa
- 1962 : Aux sept vents (На семи ветрах) de Stanislav Rostotski : Svetlana Ivachova
- 1962 : Les Aventures de Kroch (Приключения Кроша, Priklyucheniya Krosha) de Genrikh Oganessian : Zina
- 1963 : Le Silence (Тишина) de Vladimir Bassov : Nina
- 1976 : Jarosław Dąbrowski (Ярослав Домбровский) de Bohdan Poręba : Elisaveta Dmitrievna
- 2005 : La Chasse au renne de Sibérie (ru) (Охота на изюбря) de Konstantin Ernst et Abai Karpykov : professeur (série télévisée)
- 2005 : La Chasse au gauleiter (Охота на гауляйтера) de Oleg Basilov : Maria Arkhipova

## Récompenses
- Artiste du peuple de la RSFSR (1989)
- Ordre de l'Amitié (2009)